# Gulleråsen
Gulleråsen is een plaats in de gemeente Rättvik in het landschap Dalarna en de provincie Dalarnas län in Zweden. De plaats heeft 365 inwoners (2005) en een oppervlakte van 188 hectare.

## Verkeer en vervoer
Bij de plaats loopt de Länsväg 301.